# Nikotinamid
|  |  |

| SMILES         |
| -------------- |
| NC(=O)c1cccnc1 |

| InChI                                                |
| ---------------------------------------------------- |
| 1/C6H6N2O/c7-6(9)5-2-1-3-8-4-5/h1-4H,(H2,7,9)/f/h7H2 |

A nikotinamid, másik nevén niacinamid, 
a  niacin (B3-vitamin) amidja. Képlete: C6H6N2O. 
A niacinamid a B3-vitamin  származéka és az arthritis kezelésében használják, mivel segíti a porcképződést. Gyakran energiaitalokban is megjelenik.
A VIII. Magyar Gyógyszerkönyvben  Nicotinamidum    néven hivatalos.  